# Gukgadaepyo
Gukgadaepyo (국가대표?, letteralmente Squadra nazionale) è un film sudcoreano del 2009, scritto e diretto da Kim Yong-hwa. Il film è stato il secondo film più visto nella Corea del Sud nel 2009 con 8.392.953 spettatori., oltre che uno tra i film più visti di sempre in Corea del Sud.
La pellicola è ispirata alla vera storia della prima squadra olimpica sudcoreana che partecipò alle gare di salto con sci di Nagano 1998.

## Trama
Cha Heon-tae, un bambino sudcoreano, viene adottato insieme alla sorella da una coppia statunitense. Dopo molti anni, cresciuto, appare su una televisione sudcoreana alla ricerca della madre naturale. Dal momento che Heon-tae pratica agonisticamente lo sci alpino, viene avvicinato dall'allenatore Bang, che vuole ingaggiare i membri della nuova squadra nazionale sudcoreana di salto con gli sci per i prossimi Giochi olimpici invernali del 1998. Gli altri atleti già ingaggiati sono: Choi Hong-cheol, cameriere in un night club; Ma Jae-bok, che lavora in un ristorante e ha un padre avaro; e Kang Chil-gu, che vive con la nonna e il fratello autistico Bong-gu. Sono tutti buoni sciatori, ma inesperti del salto con gli sci: per superare le qualificazioni per la Coppa del Mondo, devono affrontare le loro paure ed allenarsi in luoghi inusuali, ad esempio sui tetti delle auto, sugli ottovolanti dei parchi divertimento, e con altri metodi strani. Dopo essere stati quasi squalificati per una rissa avvenuta la notte prima della gara, riescono a qualificarsi per la Coppa del Mondo. Si tratta però di una vittoria amara, quando apprendono che il Comitato Olimpico Internazionale ha scelto Salt Lake City al posto della provincia coreana di Muju. Sfortunatamente, a causa della fitta nebbia, Chil-gu si ferisce ad una gamba e non può gareggiare. Bong-gu decide allora di saltare come sostituto, ma non riesce a raggiungere la distanza necessaria, e quasi rischia la vita. Nonostante la sconfitta, i saltatori sudcoreani rigioiscono perché Bong-gu riesce a sopravvivere al salto, e i coreani ritornano a casa fieri di se stessi.

## Rilevanza
La Corea del Sud è una giovane rappresentativa nel circuito salto con gli sci, vi erano solo cinque saltatori nella nazionale, cosicché questo è un evento poco conosciuto dalla popolazione coreana. Il regista Kim Yong-hwa girò questa pellicola per promuovere questo sport fra i coreani e cercare sia nuovi atleti sia il pubblico. Per fare questo, ha ingaggiato il noto attore Ha Jung-woo. Kim ha inoltre valorizzato il contesto e l'ambiente in cui si svolge il film. Questa, infatti, fu la prima edizione dei giochi olimpici invernali in cui ha debuttato la squadra nazionale sud coreana di salto con gli sci, pertanto non ebbero molti sponsor. Inoltre, si sono allenati in un'area sportiva non adeguata. Ad ogni modo, sono riusciti lo stesso a partecipare alle Olimpiadi.

## Distribuzione
La pellicola è uscita in Corea del Sud il 29 luglio 2009, in Giappone il 23 ottobre 2010 e ad Hong Kong il 13 gennaio 2011.
A livello internazionale e globale è stato distribuito con il titolo Take Off o Jump Broadly.

## Accoglienza

### Incassi
Nel 2009 il film ha incassato l'equivalente di 52.109.102 dollari in Corea del Sud, dove è rimasto in programmazione per 16 settimane (di cui 5 passate al primo posto della classifica dei film più visti).

## Premi e nomination
2009 17th Chunsa Film Art Awards
- Best Film
- Best New Actor - Kim Ji-seok
- Best Supporting Actor - Sung Dong-il
- Best Supporting Actress - Lee Hye-sook
- Technical Award - Lee Seung-chul, Lee Sang-joon (Sound); Hong Jang-pyo, Jeong Seong-jin (Special/Visual Effects)
- Ensemble Acting Award - Ha Jung-woo, Kim Dong-wook, Kim Ji-seok, Choi Jae-hwan, Lee Jae-eung

2009 29th Korean Association of Film Critics Awards
- Best Director - Kim Yong-hwa
- Best Music - Lee Jae-hak
- Technical Award - Jeong Seong-jin (Visual Effects)

2009 46th Grand Bell Awards
- Best Director - Kim Yong-hwa
- Best Visual Effects - Jeong Seong-jin
- Nomination - Best Film
- Nomination - Best Actor - Ha Jung-woo
- Nomination - Best Cinematography - Park Hyun-cheol
- Nomination - Best Editing - Park Gok-ji
- Nomination - Best Planning - Kim Yong-hwa, Kim Min-seok, Shim Young, Kim Ho-seong

2009 30th Blue Dragon Film Awards
- Best Director - Kim Yong-hwa
- Best Cinematography - Park Hyun-cheol
- Popular Star Award - Ha Jung-woo
- Nomination - Best Film
- Nomination - Best Actor - Ha Jung-woo
- Nomination - Best Supporting Actor - Sung Dong-il
- Nomination - Best New Actor - Kim Ji-seok
- Nomination - Best Screenplay - Kim Yong-hwa
- Nomination - Best Lighting - Lee Seok-hwan
- Nomination - Best Music - Lee Jae-hak
- Nomination - Technical Award - Jeong Seong-jin (Visual Effects)

2009 32nd Golden Cinematography Awards
- Best New Actor - Kim Ji-seok

2009 12th Director's Cut Awards
- Best New Actor - Kim Dong-wook

2010 7th Max Movie Awards
- Best Actor: Ha Jung-woo
- Best Supporting Actor: Sung Dong-il
- Best New Actor: Kim Dong-wook

2010 46th Baeksang Arts Awards
- Best Film
- Best Actor - Ha Jung-woo
- Nomination - Best Director - Kim Yong-hwa
- Nomination - Best New Actor - Kim Ji-seok

## Sequel
Il sequel Gukgadaepyo 2, diretto da Kim Jong-hyun, prevede un cast prevalentemente femminile, con la protagonista Soo Ae, che interpreta il ruolo di una disertrice nordcoreana che diventa una giocatrice della nazionale di hockey., oltre a Kim Seul-gie, Jin Ji-hee e Oh Dal-su. Le riprese del film sono iniziate nell'ottobre 2015.